# 満珠 (海防艦)
満珠（まんじゅ）は、日本海軍の海防艦。普遍的には択捉型海防艦の12番艦とされているが、海軍省が定めた公式類別では占守型海防艦の16番艦。この名を持つ帝国海軍の艦船としては練習艦満珠に次いで二代目。艦名は関門海峡東口にある満珠島にちなむ。

## 艦歴

### 竣工まで
マル急計画の海防艦甲型、第310号艦型の14番艦、仮称艦名第323号艦として計画。1943年（昭和18年）2月15日、三井造船玉造船所で起工。7月5日、「満珠」と命名。7月31日、進水。10月15日、艤装員長に神澤政德少佐が着任。10月22日、艤装員事務所を設置。11月30日竣工。神澤少佐（満珠艤装員長）は満珠海防艦長となる。同日附で、満珠艤装員事務所は撤去された。本籍を呉鎮守府籍に定められ、海上護衛総司令部第二海上護衛隊に編入された。

### 昭和18・19年の行動
竣工した満珠は多度津を経由し、12月1日に呉に到着。8日、呉を出港して坂手を経由し、9日に神戸に到着。10日、輸送船2隻からなる第8210船団を護衛して神戸を出港。船団は10.5ノットで航海し、11日に横須賀に到着。19日0700、満珠は海軍一般徴用船大天丸（大阪商船、4,642トン）単独からなる第3219船団を特設運送船第2号長安丸（東亜海運、2,612トン）と共に護衛して横須賀を出港。25日に敵潜水艦を発見し砲撃14発の発射及び爆雷14発の投下を実施し、破壊音を探知したが暗闇により詳細を掴めなかった。29日、船団はトラックに到着。
1944年（昭和19年）1月2日、満珠は特設工作艦山彦丸（山下汽船、6,799トン）、海軍一般徴用船山国丸（山下汽船、6,921トン）、特設運送船慶洋丸（東洋汽船、6,441トン）からなる第4102船団を駆逐艦朝風、朝凪、第24号掃海艇と共に護衛してトラックを出港。10日、北緯31度42分 東経137度50分 / 北緯31.700度 東経137.833度の鳥島西北西300km地点でアメリカ潜水艦スティールヘッド (USS Steelhead, SS-280)に発見される。0600、スティールヘッドは魚雷4本を発射し、うち1本が山彦丸の機関室に命中。満珠は爆雷8発を投下したが、スティールヘッドに被害はなかった。行動不能となった山彦丸は山国丸に曳航され、満珠は朝凪と共に八丈島八重根湾に向かい、同日到着するが、11日に風浪圧により被雷箇所から船体断裂、前部が沈没。12日に電纜敷設艇初島が救援のため浦賀を出港。同日、船団が横須賀に到着。満珠は総員退去となった山彦丸の生存者を救助し、13日に出港して館山に移動。14日に横須賀へ移動して生存者を降ろした後整備を受ける。山国丸は残っていた山彦丸の後部を曳航べく監視中の14日0035、ソードフィッシュ (USS Swordfish, SS-193)の雷撃を受ける。魚雷は山国丸の左舷2番船倉、3番船倉に3本が(1本は不発)命中。山国丸は被雷による大音響とともに50度に傾斜し、17分で沈没。山彦丸もその後まもなく沈没した。21日、満珠は横須賀を出港し、館山に移動。同日、海軍一般徴用船桑港丸（山下汽船、5,831トン）、貨物船第6雲海丸（中村汽船、3,220トン）、特設運送船伯耆丸（拿捕船/三井船舶委託、7,112トン/旧ニュージーランド船Hauraki）他輸送船1隻からなる第3120船団を海防艦隠岐と共に護衛して館山を出港。22日敵潜を発見、爆雷20発を投下するも戦果不明。敵潜水艦追尾の疑い漫厚のため、船団はサイパンに向かうことにし、29日に到着。31日、船団はサイパンを出港しトラックに向う。2月1日、敵潜を発見し、砲撃と爆雷攻撃を行うも戦果不明。2月4日、船団はトラックに到着した。13日、満珠は水上機母艦能登呂、給糧艦伊良湖、海軍一般徴用船辰浦丸（辰馬汽船、6,420トン）他輸送船1隻からなる第4213船団を隠岐、第31号駆潜艇と共に護衛してトラックを出港。20日、敵潜を発見したため砲撃を行う。26日、船団は横浜に到着。
3月1日、満珠は第3301船団の護衛に加わって横浜を出港。4日、父島に寄港したところで松輸送に指定され、船団名を東松1号甲船団に変更し5日に出港。12日、味方航空機が敵潜を発見したため、爆雷攻撃を加えるも戦果不明。同日、船団はトラックに到着。16日、空襲警報により満珠は対空戦闘を行う。17日、満珠は船団を護衛してトラックを出港し、22日にサイパンに到着。24日、東松2号船団復航船団を護衛してサイパンを出港。航海中の30日、連合艦隊付属となる。4月1日、船団は東京湾に到着。6日、満珠は館山にて諸訓練を行った。7日、東松第5号船団を護衛して館山を出港。12日、敵潜を攻撃して撃沈確実としたが、米軍側に該当艦はない。24日、パラオに到着。26日、東松5号復航船団を護衛してパラオを出港。27日にアメリカ潜水艦トリガー(USS Trigger, SS-237)の攻撃を受け、三池丸（日本郵船、11,738トン）が総員退去となり沈没。陸軍輸送船阿蘇山丸（三井船舶、8,811トン）、三池丸救援中の海防艦笠戸の2隻が損傷した。満珠は三池丸の生存者822名を救助の後、パラオに戻って生存者を降ろした。30日、満珠は特設運送船(給油船)清洋丸（国洋汽船、10,536トン）、海軍一般徴用船神鹿丸（栗林商船、2,857トン）、神靖丸（栗林商船、2,880トン）他からなる清洋丸船団を護衛してパラオを出港。5月2日、敵潜を攻撃して撃沈確実とし、この功績で海護長官賞を受賞するが、米軍側に該当艦はない。4日、バリクパパンに到着。
12日、満珠は海軍給油艦足摺、高崎からなる高崎船団を護衛してバリクパパンを出港し、サンボアンガに無事到着。ここで船団から分離し、バリクパパンに戻った。17日1030、特設運送船(給油船)日栄丸（日東汽船、10,021トン）、建川丸（川崎汽船、10,090トン）、あづさ丸（石原汽船、10,022トン）からなる第一機動艦隊（小沢治三郎中将）への補給部隊を駆逐艦朝霜、響、浜風と共に護衛してバリクパパンを出港。出港直後、日栄丸の至近で磁気機雷が爆発したが、若干の損傷で済んだ。19日、船団は敵潜の攻撃を受けるも被害はなく、日栄丸が自衛用の爆雷を投下した。同日、タウイタウイに到着。20日、給油艦鶴見、特設運送船(給油船)雄鳳丸（飯野海運、5,227トン）、萬栄丸（日東汽船、5,226トン）他輸送船1隻からなる鶴見船団を駆逐艦秋月、浦波と共に護衛してタウイタウイを出港。21日、秋月が船団から分離し、タウイタウイに反転していった。同日、船団はタラカンに到着。24日、鶴見を護衛してタラカンを出港し、25日にタウイタウイに到着。31日、鶴見を秋月と共に護衛してタウイタウイを出港。6月1日、秋月が船団から分離し、タウイタウイに反転していった。2日、バリクパパンに到着。
7日、満珠は鶴見を第37号駆潜特務艇と共に護衛してバリクパパンを出港し、10日にタウイタウイに到着。11日から第一機動艦隊第三補給部隊となり、あ号作戦に参加。同日、特設運送船(給油船)旭邦丸（飯野海運、10,059トン）以下からなる旭邦丸船団を護衛してタウイタウイを出港。同日、船団は敵潜の攻撃を受けるも被害はなく、敵潜を攻撃して撃沈既ね確実としたが、米軍側に該当艦はない。12日、バリクパパンに到着。14日、旭邦丸、特設運送船(給油船)興川丸（川崎汽船、10,043トン）、良栄丸（日東汽船、10,016トン）からなる旭邦丸船団を護衛してバリクパパンを出港し、18日にカナル湾に到着。21日に出港するが、22日に興川丸が機関故障を起こす。旭邦丸が曳航準備をするが、敵潜の攻撃を受ける可能性があるため曳航打切りとなった。1400、カブガオ湾に到着。翌23日0600に出港し、0840にアルベー湾入口から旭邦丸が興川丸を曳航。1820に曳航終了となり、同日レガスビーに到着。24日、興川丸、良栄丸を護衛してレガスビーを出港し、25日にギマラスに到着。26日、日栄丸、良栄丸、興川丸他1隻からなる船団を駆逐艦卯月、初霜、第22号海防艦と共に護衛してギマラスを出港し、7月1日に六連に到着。2日に呉に移動。満珠は呉海軍工廠に入渠し整備を受ける。
17日0755、満珠は日栄丸、良栄丸、興川丸他1隻からなる機動部隊燃料補給部隊を駆逐艦卯月、皐月、夕月、第30号駆潜艇、第33号駆潜艇の護衛で呉を出港し、途中高雄に寄港。20日、日栄丸から第33号駆潜艇へ燃料補給。23日0847、船団はマニラに到着。27日0558、日栄丸、良栄丸、興川丸からなる日栄丸船団を駆逐艦卯月、皐月、夕月と共に護衛してマニラを出港。29日、良栄丸機関部で火災が発生するも消火に成功。8月1日1539、船団は昭南に到着。10日0800、日栄丸、良栄丸、興川丸からなる日栄丸船団を駆逐艦卯月、皐月、夕月と共に護衛して昭南を出港。11日1740、興川丸が故障し、同船は皐月の護衛で昭南に引き返した。17日1350、船団は馬公に到着し、夕月は日栄丸から燃料補給を受ける。同日1750に出港し、21日1716に呉に到着。満珠は呉海軍工廠に入渠し装備増強を受ける。航海中の20日、連合艦隊第三十一戦隊に編入。
9月6日、満珠は呉を出港し、訓練に従事した後室積沖に停泊。7日、海防艦干珠、三宅と共に門司に移動。8日、満珠は水上機母艦秋津洲、良栄丸、日栄丸他輸送船7隻からなるヒ75船団を空母神鷹、駆逐艦夕月、卯月他護衛艦2隻と共に護衛して門司を出港。12日、基隆行きの海軍一般徴用船浅間丸（日本郵船、16,947トン）が船団から分離。かわりにモタ25船団から陸軍船瑞穂丸（大阪商船、8,506トン）を加入させる予定だったが会合に失敗。13日、船団は高雄に到着。ここでタンカー黒潮丸（東和汽船、10,518トン）、陸軍配当船大邦丸（飯野海運、10,045トン）、富士山丸（飯野海運、10,238トン）と護衛の第18号海防艦、水雷艇鵯、第28号掃海艇を編入し、14日に出港。以降船団は故障や衝突に悩まされる。17日、特設巡洋艦西貢丸（大阪商船、5,350トン）、秋津洲と護衛の卯月、夕月が船団から分離してマニラに向かった。22日1600、船団は昭南に到着。
10月2日1700、満珠は良栄丸、日栄丸、黒潮丸他輸送船6隻からなるヒ76船団を空母神鷹、海防艦干珠、三宅他護衛艦3隻と共に護衛して昭南を出港。8日未明、船団は北緯14度12分 東経115度53分 / 北緯14.200度 東経115.883度の地点でアメリカ潜水艦ベクーナ(USS Becuna, SS-319)に発見される。ベクーナの雷撃により元特設水上機母艦の特設運送船君川丸（川崎汽船、6,863トン）の左舷4番船倉と5番船倉に1本ずつが命中し損傷。君川丸は水雷艇鵯と第28号海防艦の護衛でマニラへ向かった。15日1500、船団は海南島の三亜に到着。16日0425、船団は三亜を出港するが、1300に特設運送船(給油船)たらかん丸（三菱汽船、5,135トン）の船体に亀裂が発生したため同船は三亜に引き返した。17日、連合艦隊への給油任務のため良栄丸が船団から分離し、満珠は同船を三宅と共に護衛して馬公に向かい、18日に到着。第五艦隊及び第一水雷戦隊と会合し、給油任務を行う。20日、満珠は笠戸、三宅、干珠と共に第二十一海防隊を編制。23日、満珠は馬公を出港し、26日に廈門に到着。同日1800、ミ23船団に加わり厦門を出港。27日0800に船団は馬公に到着した。同日、満珠は馬公から高雄へ移動。31日、黒潮丸、良栄丸、海軍配当船松島丸（日本海洋漁業統制、10,240トン）他輸送船1隻からなるヒ79船団を練習巡洋艦香椎、海防艦鵜来、能美他護衛艦2隻と共に護衛して高雄を出港。11月2日1432、B-24による爆撃を受けるが被害はなかった。9日1000、船団は昭南に到着。
17日1710、満珠は黒潮丸、良栄丸、松島丸他輸送船5隻からなるヒ80船団を練習巡洋艦香椎、海防艦鵜来、能美他護衛艦4隻と共に護衛して昭南を出港。20日1240、第17号海防艦が分離し、サンジャックにむかった。かわりに同地より第23号海防艦と第51号海防艦が合流する。24日1300、満珠は船団から分離する逓信省TM型標準船日南丸（飯野海運、5,175トン）を第51号海防艦と共に護衛してバンフォン湾に向かい、同日到着。28日、日南丸を護衛してバンフォン湾を出港し、12月2日に馬公に到着。3日、アメリカ海軍潜水艦セイルフィッシュ (USS Sailfish, SS-192) の雷撃により艦尾を亡失した駆逐艦春風を護衛して馬公を出港し、6日に高雄に到着。8日0721、満珠は貨客船帝立丸（帝国船舶/大阪商船委託、9,877トン/旧仏船Leconte de Lisle）、陸軍特殊船吉備津丸（日本郵船、9,574トン）、元特設水上機母艦の特設運送船聖川丸（川崎汽船、6,862トン）他輸送船1隻からなるマモ05船団を海防艦対馬、大東と共に護衛して高雄を出港。同日1530、馬公に到着。10日0726に出港し、12日0236に三門湾に到着。同日0741に出港し、14日2110に伊万里湾に到着。15日0800に伊万里湾を出港。同日敵潜を発見したため爆雷攻撃を行った。同日1810、船団は六連に到着。16日0858に出港し、1042に門司に到着した。満珠は同日門司を出港し、17日に呉に到着して装備増強を受ける。

### 昭和20年の行動
1945年（昭和20年）1月13日、満珠は呉から門司へ移動。14日0700、陸軍輸送船愛山丸（宮地汽船、2,221トン）、第16多聞丸（八馬汽船、6,886トン）、サマラン丸（南洋海運、4,013トン）他輸送船9隻からなるモタ32船団を駆逐艦汐風、第31号海防艦、第132号海防艦他護衛艦3隻と共に護衛して門司を出港。21日に三門湾に到着。22日に出港し、同日に北緯27度02分 東経120度27分 / 北緯27.033度 東経120.450度の福州北東の浅海に到着し、同地で特設運送船辰和丸（辰馬汽船、6,335トン）、陸軍羅津丸（大連汽船、5,462トン）、海軍一般徴用船備後丸（日本郵船、4,643トン）他輸送船4隻からなるタモ38船団と、護衛の海防艦生名、第26号海防艦、第39号海防艦他護衛艦1隻が来着。22日深夜から23日早朝にかけて、アメリカ潜水艦バーブ(USS Barb, SS-220)がモタ32船団に接近。0402、バーブは浮上状態で魚雷を4本発射し、反転してさらに魚雷を4本発射。魚雷は陸軍輸送船大恭丸（大阪商船、5,244トン）に3本が命中し、同船は沈没。バーブは機雷の敷設された水域を浮上したまま高速で後退した。0600、両船団は出発。同日、モタ32船団は牛山島に到着。24日0400に出港し、25日1200に基隆に到着。26日、満珠は基隆を出港し、27日0600に馬公に到着。28日1700、満珠は第31号海防艦、第132号海防艦、第144号海防艦と共に馬公を出港。31日0600過ぎ、北緯10度59分 東経109度06分 / 北緯10.983度 東経109.100度のサンジャック沖にて対潜掃討中、満珠はアメリカ潜水艦パーゴ(USS Pargo, SS-264)の雷撃を受ける。魚雷は右後方160度方向より接近し被雷。艦首が中破し、戦死6名、負傷2名の被害を出す。月光の関係で右舷の方向が見通しが悪く、また雷跡が丁度船首波と一致したため発見が遅れ避けきれなかったという。2月2日、海防艦3隻と別れた満珠はヴィシーフランスのタグボートに曳航されてサイゴンに到着し応急修理を受ける。5日、応急修理が完了した満珠はサイゴンを出港し、8日に昭南に到着。本格的な修理を受ける。
19日、満珠はヒ88J船団を護衛して昭南を出港。ところがまもなく陸軍配当船さらわく丸（三菱汽船、5,135トン）が触雷擱座し、21日に沈没。船団は23日にサンジャック沖、27日にナトランを経由し門司を目指すが、28日の空襲で海軍配当船阿蘇川丸（川崎汽船、6,925トン）が撃沈された。空襲後、第26号海防艦がアメリカ潜水艦ブラックフィン(USS Blackfin, SS-322)の潜望鏡を発見し、爆雷攻撃を行った。爆雷はブラックフィンの至近で爆発し、ダメージを受けたブラックフィンは哨戒を中止した。しかし、アメリカ潜水艦ブルーギル(USS Bluegill, SS-242)の雷撃で陸軍タンカー鳳南丸（拿捕船/飯野海運委託、5,518トン/旧英船War Sider）が大破。同船は行動不能となり放棄された。29日にはアメリカ潜水艦ハンマーヘッド(USS Hammerhead, SS-364)の雷撃で第84号海防艦が轟沈し、艦長以下乗員191名全員が戦死した。さらに空襲でタンカー海興丸（太洋興業、956トン）とその生存者救助に向かった第18号海防艦、第130号海防艦が撃沈された。30日、護衛艦のみとなった船団は三亜に到着するも、ここでも空襲を受ける。この空襲で第26号海防艦が中破し行動不能となる。31日に護衛艦は出港し、4月2日に香港に到着。同日、ヒ88J船団護衛部隊の生き残りは貨物船第2東海丸（東海汽船、839トン）、甲子丸（大阪商船、2,193総トン）からなるホモ03船団を護衛することになったが、出港準備中の3日に極東空軍のB-24もしくはB-25、P-38、P-51等の編隊約100機の空襲を受け、満珠の艦首部に直撃弾二発を受けて大破着底。海防艦長の神澤政德中佐以下乗員53名が戦死し、約同数が負傷。そのうち半数は特設病院船氷川丸（日本郵船、11,622トン）によって内地に送還された。
5月11日から満珠の引上げ作業が実施され、以降香港ドックにて艦首部の修理作業を行う。6月1日、第二遣支艦隊に編入。7月15日、海防艦長に太田義夫少佐が着任。
終戦時は修理進捗率90%の状態で修理中で、終戦に伴い修理は中止され乗員は九龍収容所に収容。12月20日に第一回復員が行われ、以降六回程度に分かれ復員した。
海軍省の廃止に伴い1945年（昭和20年）11月30日除籍。

### 中国人民解放軍海軍
終戦後、中華民国政府は “軍政部香港区特派員弁公処”（後に“駐港軍事代表団”に改名）を設置し、日本軍の残余物資を接収した。1946年5月27日、満珠は“軍政部海軍処駐廣州区専員弁公処香港接収組”によって接収され、 “海防巡艦七号（海防七）”として編入され、黄埔造船所に収容された。イギリス側の記録ではこのとき解体されたとある。1949年12月に共産党軍が広州を占領した際に撤退する国府軍の掃海艦「永修」がドッグ内に放置した海防七号に向けて砲撃を加えて破壊しようとしたが失敗。
1952年、江南造船所の専門家が黄埔に来て修理計画を立てた。設計士の徐振騏は主機の状態が良好だったことから艦の前半部を再設計し上層建築、船室、武装などを造り直すことにし、1953年に修理が開始された。1954年4月、中南軍区海軍第一艦艇大隊に編入され、護衛艦「南寧」として命名された。以後長期に渡って人民解放軍海軍南海艦隊の旗艦を務め、主力艦でもあった。
1957年8月から9月にかけて南寧は指揮艦として南海艦隊各艦を率いて大規模な遠洋訓練を行った。
1959年1月、南ベトナム軍が西沙諸島の甘泉島と珊瑚島を占領し、北島と琛航島にいた中国漁民を排除した。2月、中国政府は宣德群島が南ベトナム軍に占領されていないかどうか確認するために人民海軍海軍艦艇による西沙諸島沖の巡航を行う事を決定した。3月17日1200、「南寧」と駆潜艇「瀘州」は第一支西沙巡邏編隊を編成し楡林港から出港した。25日、南海艦隊は南寧と駆潜艇一隻による第二次西沙巡邏を実施した。4月3日，第三次巡邏編隊が出航し巡邏任務に加えて西南中沙工委とその弁事処の人員を永興島に輸送し進駐させた。9日から12日にかけて南寧と駆潜艇123号による第4次西沙巡邏編隊が出航。以後11月23日までに南海艦隊は十六回の西沙諸島沖巡航を行った。
1963年11月にジャカルタで開催される新興国競技大会に出場する中国代表選手団を乗せた客船光華輪を護衛するため南海艦隊は南寧を中心とする護衛艦隊を編成し派遣した。この護衛艦隊は北緯14° 21'まで南下した。
1965年にインドネシアにおいて9・30事件が発生し、中国政府は華僑の保護のために客船光華輪を派遣したが南海艦隊の南寧等の艦艇もその護衛任務に就いた。
1974年、西沙海戦が勃発したとき、南寧は広州のドッグで修理されていて、戦闘に参加できなかった。10月、人民解放軍海軍は船体番号の規則を調整し、南寧の新しい船体番号500は人民解放軍海軍に所属するフリゲート艦の最初の船体番号だった。
1976年、「南寧」は八一電影製片が制作した、西沙海戦を描いた映画「南海風雲」の撮影に参加し、南ベトナム海軍の第10号艦（「ヌータオ」）の役を演じた。
1978年3月8日の夕方、湛江港において051型駆逐艦「広州」で爆発事故が発生した。当時、広州は港の「T」字型の桟橋の外側左上に停泊し、南寧は「T」字型の桟橋の左側内側に並んで停泊していた。爆発後、南寧は避難命令を受けてから3分も経たないうちに港を出て、20ノットのスピードで現場から避難した。
南寧は1979年に退役し、艦名は中国人民解放軍海軍の051型駆逐艦と052D型駆逐艦にそれぞれ継承された。

## 艦長
艤装員長
1. 神澤政德 少佐：1943年10月15日[59] - 1943年11月30日

海防艦長
1. 神澤政德 少佐/中佐：1943年11月30日[60] - 1945年4月3日 - 戦死。同日、海軍大佐に特進。
2. 太田義夫 少佐/中佐：1945年7月15日[61] -